# باکره صخره‌ها

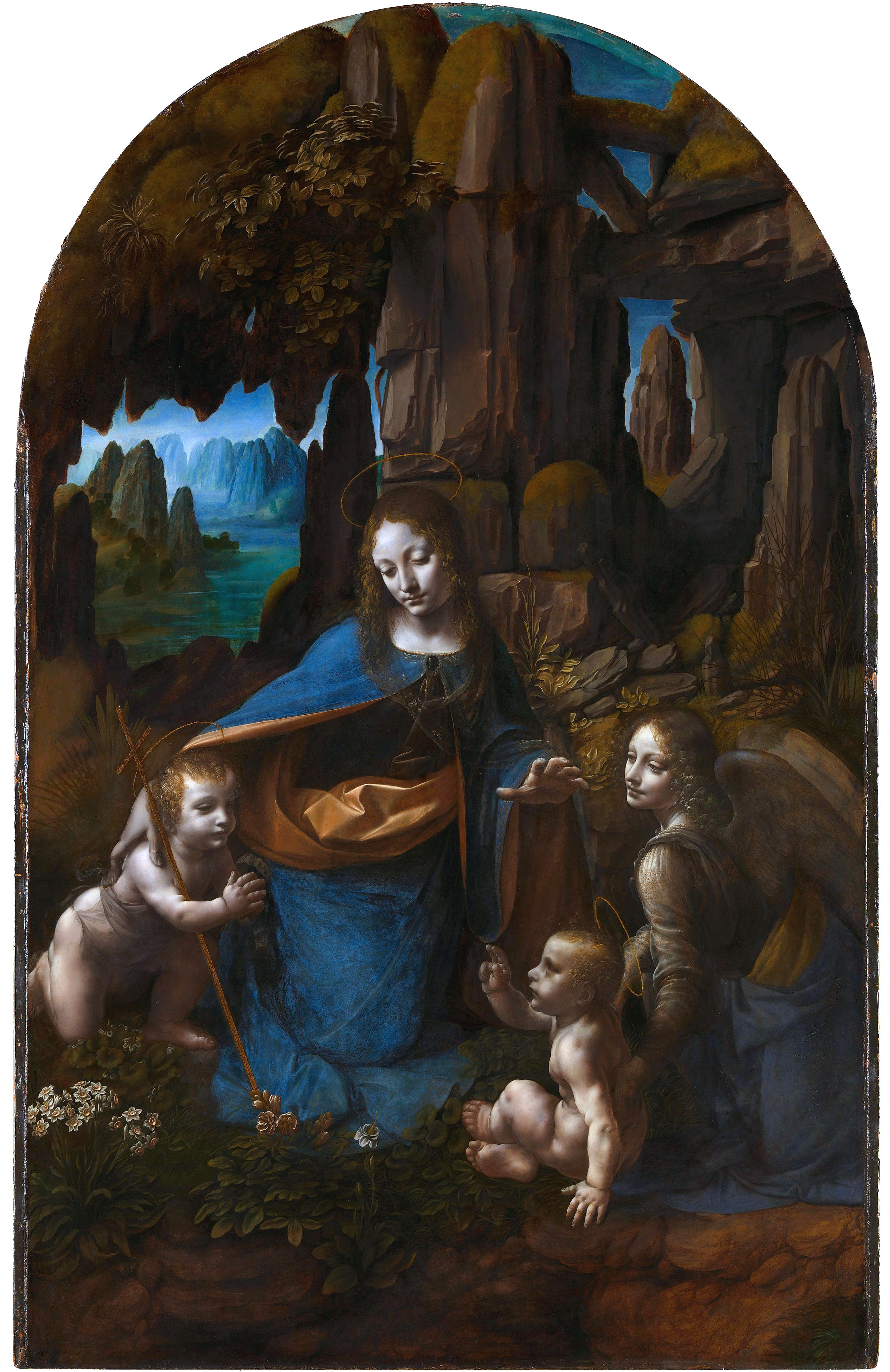
بانوی صخره‌ها (نسخهٔ نگارخانه ملی لندن) اثر نقاش ایتالیایی لئوناردو دا وینچی (۱۴۵۲–۱۵۱۹ میلادی

باکرهٔ صخره‌ها (انگلیسی: Virgin of the Rocks) با نام دیگر بانوی صخره‌ها (انگلیسی: Madonna of the Rocks) نامی است که بر روی دو اثر با ساختار و ترکیبی تقریباً مشابه نهاده شده‌است و هر دو به احتمال نزدیک به یقین از آثار همه‌چیزدان ایتالیایی، لئوناردو دا وینچی است.
این اثر، ملاقات عیسی مسیح در کودکی را با یحیی تعمیددهنده در جریان گریز به مصر به تصویر کشیده‌است. در این اثر، مریم مقدس در حالی که در مرکز تصویر قرار گرفته‌است، یحیی را به سمت عیسی مسیح راهنمایی می‌کند. عیسی تقریباً در مرکز تصویر روی زمین نشسته‌است و با اشاره دست از یحیی برکت می گیرد و یوریل مادر یحیی در گوشه‌ای شاهد این ماجراست.
بانوی صخره‌ها در دو نسخه با اختلاف زمانی تقریباً ۲۰ سال از یک‌دیگر کشیده شده‌اند. نسخهٔ اولیه، دوشیزهٔ صخره‌ها در موزه لوور و دیگری، عذرای صخره‌ها در نگارخانه ملی لندن نگهداری می‌شود.